# حاجي حاضر
حاجي حاضر (بالفارسية: حاجی حاضر) هي قرية تقع في قسم كلان الريفي (مقاطعة إيوان) في إيران. يقدر عدد سكانها بـ 45 نسمة بحسب إحصاء 2016.